# Семеновский, Фёдор Алексеевич
Фёдор Алексеевич Семено́вский (1901—1941) — советский военный деятель, корпусной комиссар (1939), участник Гражданской и Великой Отечественной войн. В 1941 году попал в немецкий плен, расстрелян как комиссар.

## Биография

Могила Семеновского на Екатерининском кладбище Вязьмы.

Фёдор Семеновский родился в 1901 году в Ташкенте в семье служащего. После окончания четырёхклассного училища работал делопроизводителем в городской призывной комиссии. В июне 1920 года Семеновский добровольно вступил в Рабоче-Крестьянскую Красную Армию. До 1925 года он участвовал в боях с басмаческими вооружёнными формированиями на Туркестанском фронте в должности политрука батальона, дважды был ранен.
После окончания войны Семеновский работал инструктором в военном комиссариате. В 1930—1936 годах он был секретарём политотдела стрелкового корпуса, в 1936—1938 годах — военным комиссаром 20-й стрелковой дивизии на Дальнем Востоке. В 1938 году Семеновский занимал должность комиссара штаба Отдельной Краснознамённой Дальневосточной армии, а впоследствии — членом военного совета этой армии. 7 октября 1938 года утверждён членом Военного совета при народном комиссаре обороны СССР. В марте 1939 года Семеновский был назначен членом военного совета Орловского военного округа.
В начале Великой Отечественной войны Семеновский был назначен членом военного совета 20-й армии. Принимал участие в боях в Белорусской ССР и в Смоленском сражении. 20 июля 1941 года армия попала под Смоленском в окружение. При попытке выйти из окружения Семеновский попал в плен 24 октября 1941 года. В день взятия в плен он был расстрелян как комиссар. Его похоронили в районе деревни Ключики у развилки двух просёлочных дорог. В июле 1966 года останки Семеновского были перезахоронены в Вязьме рядом с могилой генерал-лейтенанта Ефремова.
Награждён двумя орденами Красного Знамени (25.10.1938, 27.07.1941), медалью XX лет РККА и Знаком Участника Хасанских боёв.

## Звания
- Бригадный комиссар (29.04.1938[5])
- Дивизионный комиссар (17.08.1938[5])
- Корпусной комиссар (9.02.1939[5])